# Bán (település)
Bán (szlovákul: Bánovce nad Bebravou) város Szlovákiában. A Trencséni kerület Báni járásának székhelye. Alsó- és Felsőozor, Igazpüspöki és Kishelvény tartozik hozzá. Trencsénbán-ként is felbukkan.

## Fekvése
Trencséntől 30 km-re délkeletre fekszik a Bebrava völgyében.

## Története
A régészeti leletek tanúsága szerint területén már a bronzkorban a lausitzi kultúra települése állt. A 9. században fontos szláv település volt a helyén.
I. (Szent) László király várában adott menedéket 1090-ben az apja elől menekülő Bretislav cseh fejedelemnek. A mai települést 1232-ben II. András adománylevelében említik először „villa Ben” néven. 1295-ben „Baan” alakban találjuk, ekkor az ugróci váruradalom része, később önálló uradalmi székhely. 1379-ben szabad királyi város lett. 1389-ben „Banovice” néven írják. 1406-ban vásártartási jogot kapott. A város jelentős szerepet játszott a 15. század első felében zajlott huszita harcokban. Ekkor tűnik fel először a város címere is. 1453-ban Kaza-i István fia Kaza-i Lászlót figyelmeztették, hogy vagy adja vissza a várost és vámját Veronica úrnőnek, vagy fizesse meg a zálogösszeget. Várkastélyát 1454-ben említik először a Kaszai család birtokaként. 1454-ben „Fortalicium Ban”, 1461-ben „Castellum Baan” néven írják. 1470 és 1481 között Podmaniczky László felújíttatta várkastélyát. 1471-ben „Banowcze”, 1499-ben „Fortalicium Banowiecz” alakban említik az írásos források.
A várkastély 1593-ban az Illésházy családé lett. 1598-ban városháza és 111 ház állt a településen. Iskoláját a 17. század elején alapították. Az Illésházyak 1628-ban átépítették a kastélyt. 1633-ban a török dúlta fel a várost. 1633-ban sörfőzdét alapítottak itt, de volt téglagyára, malma is. Jelentős volt a kézműipara, szinte minden kézműves mesterség megtalálható volt, akik nagyrészt céhekbe tömörültek. 1683 szeptember elején a Thökölynek behódolt hadak felszerelést és élelmet rekviráltak a kastélyból. 1720-ban 115 adózó családja volt. 1784-ben 256 házában 502 család és 2222 lakos élt.
A 18. század végén Vályi András így ír róla: „BÁN. Banovetz. Mező Város Trentsén Vármegyében, birtokosa Gróf Illésházy Uraság, lakosai katolikusok, épűlt Bán vize partyán, a’ hegyen túl lévő kerűletnek közepében, egy partos helyen, Trentséntöl harmad fél mértföldnyire. E’ népes Városba szokták a’ körűl fekvő helységek, minden eladni való terméseiket öszve hordani, ’s itt szokták pénzé tenni. Épűlettyei jók, és erőss készűletűek, 111nagyobb része mindazáltal paraszti házakból áll. Két templomja van, egyike a’ Sz. HÁROMSÁGNAK, másika pedig Sz. MIHÁLYNAK emlékezetére szentelve. Az első néhai Illésházy István Nádor Ispánynak, és kedves élete párjának Pálfy Katalinnak költségével építtetett, a’ kiknek e’ Város akkori birtokokba vólt, Ékeskedik e’ Város még falakkal, és sántzokkal, kerítetett Kastéllyal is, mellynek magas tornyából a’ Törökök, és Tatárok jövetelére vigyáztak, az arra rendeltetett nappali, és éjjeli őrzők. Az e’ Városhoz tartozó faluk ím ezek valának: Nagy Hradna, Kis Hradna, Kohnács, Dubotziel, Petsenyét, Bobothi, Lehota, Brezolub, Nagy Chliton, Szvina, és Ozimena. Termő földgyei jók, fája ugyan kevés, de egyéb nevezetes tulajdonságaihoz képest, első Osztálybéli.”
1828-ban 290 háza és 2555 lakosa volt.
Fényes Elek 1851-ben kiadott geográfiai szótárában így ír a faluról: „Bán, (Banowcze), tót m. város, Trencsén az uj rendez. szerint Nyitra vgyében, a Sziléziába vivő országutban: 2142 kath. 5 evang., 443 zsidó lak. Van itt 2 kathol. templom, synagóga, 1 urasági kastély, majorság, kőbánya, patika, vámház, jól elrendelt néposkola. Vásárjai népesek; a lakosok kereskednek gyapjuval, gabonával és vassal. Ezenkivül kézi mesterségeket űznek. – Hajdan az evangelikusoknak itt nevezetes oskolájok volt. Feje ezen város egy uradalomnak, mellyhez még 11 más helység tartozik, s mellyet azelőtt a gr. Illésházy fam. birt, de legközelébb b. Szina megvette. Ut. p. Nyitra-Zsámbokrét.”
1876-ban járási székhely lett. 1904-ben alapították népi bankját, 1905-ben pedig gazdasági és iparbankját. 1920 előtt Trencsén vármegye Báni járásának székhelye volt.
1920-ban az új csehszlovák állam része lett. A háború után is mezőgazdasági-kézműves jellegű település volt. Első ipari üzemeit csak 40 évvel később alapították.

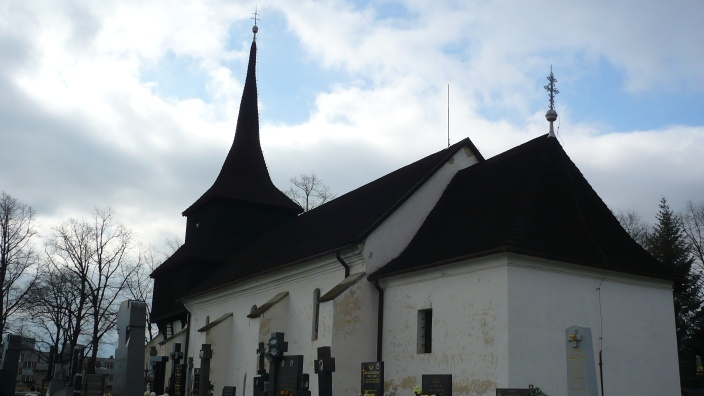
A Szent Miklós templom

## Népessége
| Év:            | 1994.  | 2004.   | 2014.   | 2024.    |
| -------------- | ------ | ------- | ------- | -------- |
| Emberek száma: | 20 716 | 20 725  | 18 933  | 16 103   |
| Eltérés:       |        | +0,04 % | -8,64 % | -14,94 % |

| Év:            | 2023.  | 2024.   |
| -------------- | ------ | ------- |
| Emberek száma: | 16 359 | 16 103  |
| Eltérés:       |        | -1,56 % |

1910-ben 3069-en lakták, ebből 2278 szlovák, 406 német és 379 magyar anyanyelvű volt.
2004-ben 20 700 lakosa volt.
2011-ben 19 564 lakosából 17 331 szlovák volt.
2021-ben 17 311-en lakták, ebből 15814 (+30) szlovák, 15 (+11) magyar, 36 (+35) cigány, 9 (+10) ruszin, 154 (+34) egyéb és 1283 ismeretlen nemzetiségű volt.

## Neves személyek
- Itt született 1765-ben Kunits Mihály főelemi iskolai igazgató.
- Itt született 1804-ben Krajcsik János választott püspök, nyitrai kanonok, országgyűlési képviselő, egyházjogász.
- Itt született 1822-ben Deutsch Henrik tanár.
- Itt született 1825-ben Geller Móric pedagógus, lapszerkesztő.
- Itt született 1866-ban Rényi Károly könyvkereskedő, könyvkiadó.
- Itt született 1871-ben dezseri Blaskovich Árpád állampénztári igazgató.[8]
- Itt született 1876-ban Palágyi Lajos magyar színész, színházigazgató.
- Itt született 1972-ben Peter Beňo domonkos-rendi szerzetes, püspök.
- Felsőozoron született 1921-ben Štefan Obert levéltáros.[9]

## Nevezetességei
- Városi plébániatemplom, 1802-ben épült klasszicista stílusban.
- Szent Miklós-templomát a 15. század első harmadában építették gótikus stílusban, a 17. században reneszánsz, majd a 18. században barokk stílusban építették át. Barokk plébániája a 18. század elején épült.
- Szent Mihály-templom.
- Felsőazari kastély (1817-ben épült).
- Mária-oszlop.
- A városi zsinagóga (ma evangélikus templom) a 19. század második felében épült szecessziós stílusban.
- Az egykori járási hivatal épülete, később középiskolai internátus; 1924 és 1938 között épült.
- Janko Jesenský író emlékháza.
- Ľudovít Štúr-emlékmű.

## Lásd még
- Alsóozor
- Felsőozor
- Igazpüspöki
- Kishelvény